# Linea di battaglia

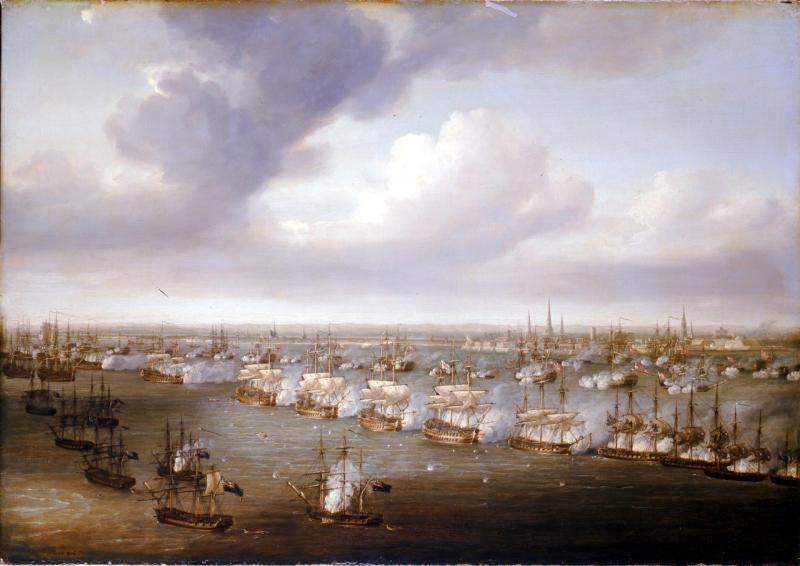
Gli schieramenti in linea di battaglia delle flotte inglese e danese che si fronteggiano nella prima Battaglia di Copenaghen (1801), dipinto di Nicholas Pocock.

La linea di battaglia indica un modello di formazione navale e la relativa tattica di combattimento utilizzati dalle marine militari a vela a partire dal XVII secolo. In estrema sintesi, essa consiste nell'allineare tutti i vascelli da guerra uno dietro l'altro in un'unica fila; viene perciò chiamata anche linea di fila.

## Storia
In base alle ricostruzioni storiche, il primo a utilizzare la formazione in "linea di battaglia" fu il portoghese Vasco da Gama durante la sua seconda spedizione in India (Malabar) del 1502, nella battaglia navale di Calicut contro una grossa flotta musulmana. Nei mari d'Europa, invece, sarebbe stato l'ammiraglio olandese Maarten Tromp ad adottarla per primo il 18 settembre 1639 nello scontro preliminare con la flotta spagnola, che si concluse poi con la battaglia delle Dune il 30 ottobre dello stesso anno e che segnò la fine della potenza navale spagnola.
La sua prima codificazione si deve ai generali dell'armata terrestre di Oliver Cromwell – Richard Deane, William Penn e soprattutto Robert Blake, il cosiddetto "padre della marina da guerra inglese" – e alle Sailing and Fighting Instructions da loro emanate nel 1653, in cui la disposizione in fila indiana e a ranghi molto serrati, per evitare manovre di penetrazione da parte degli avversari, era indicata come il più efficiente assetto tattico delle unità per un combattimento navale. Rispetto alle caotiche mischie precedenti, che finivano con il trasformarsi in tanti singoli scontri o abbordaggi nave contro nave, questo tipo di formazione consentiva di avere un solo fianco esposto alle bordate dei cannoni delle navi nemiche che sfilavano, in senso contrario o di conserva, a sinistra o a dritta, e aveva il grande vantaggio di sparare cannonate senza il timore di colpire involontariamente le navi del proprio schieramento.
Nelle marine da guerra europee l'adozione della "linea di battaglia" fu preliminare alla generale riduzione a soli due o tre tipi diversi di navi da battaglia e alla loro classificazione. Era evidente infatti che quella formazione avrebbe avuto la massima efficacia solo se ogni unità impiegata avesse avuto prestazioni analoghe: medesima velocità, stessa capacità di manovrare ed armamento simile. Le navi che ne facevano parte furono quindi dette navi di linea.

## Caratteristiche

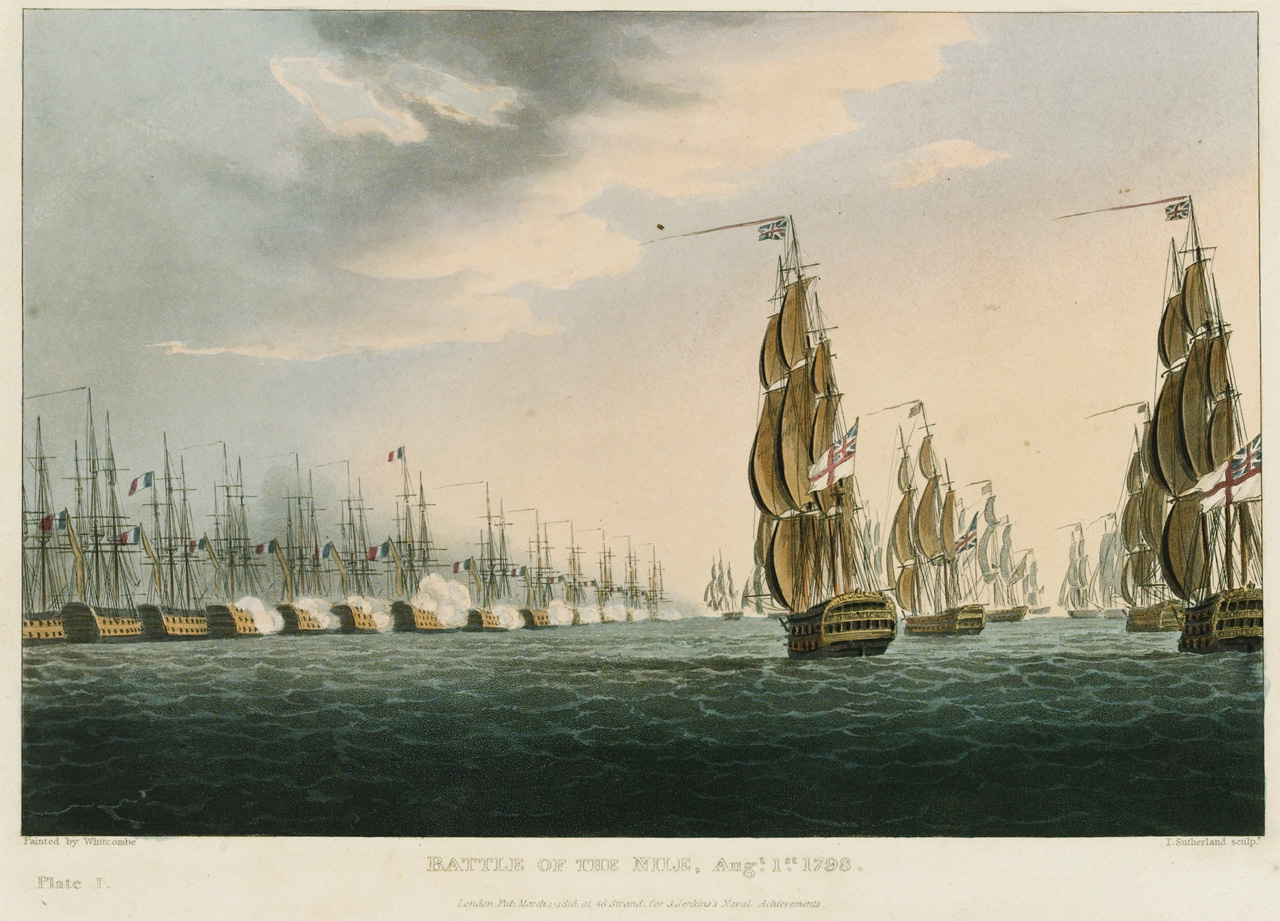
La battaglia del Nilo nella baia di Abukir (1º agosto 1798), dipinto di Thomas Whitcombe.

La linea di battaglia, divenuta la formazione da combattimento per eccellenza dei velieri da guerra, poteva organizzarsi come una "linea a prua" (line ahead) se le navi che la componevano stavano tutte davanti all'ammiraglia, una "linea a poppa" (line astern) se le stavano dietro, e una "linea a prua e a poppa" (line ahead and astern) se l'ammiraglia era al centro della formazione. Esisteva inoltre la "linea di fianco" (line abreast) quando le navi si disponevano non in fila, ma parallele le une alle altre: era la formazione adottata per avvicinarsi al nemico, prima di assumere la linea di battaglia (line of battle).
La linea di fila aveva anche lo scopo di evitare l'attacco al punto più debole dei vascelli: la poppa. Infatti, durante la fase di preparazione al combattimento, detta "sgombrare i ponti per l'azione" e necessaria per permettere i movimenti di uomini e munizioni, le paratie venivano rimosse ma, senza la protezione delle paratie trasversali, un colpo di cannone che l'avesse centrata avrebbe potuto provocare danni molto gravi. Le navi potevano usare al meglio il loro armamento posto sulle fiancate solo quando il nemico era visibile dalla fiancata stessa, e il fuoco della batteria di un lato veniva detto bordata. Perciò, se una nave riusciva a porsi a prua o a poppa di un'altra, poteva "spazzare i ponti" avversari con la propria bordata senza dover subire un'efficace risposta.
I combattimenti opponevano spesso squadre navali o intere flotte di taglia equivalente. I comandanti avevano la consegna di non rischiare inutilmente i vascelli in caso di inferiorità numerica e la lotta non si impegnava veramente se i due avversari non erano fermamente decisi a battersi. Allora le navi si ponevano in fila indiana a intervalli di 150–200 m l'una dall'altra, cosicché le linee di battaglia potevano raggiungere lunghezze enormi (una fila di 40 vascelli allineati toccava i 6-8 km) contrariamente a quanto lasciano intendere i dipinti relativi a questi eventi bellici.

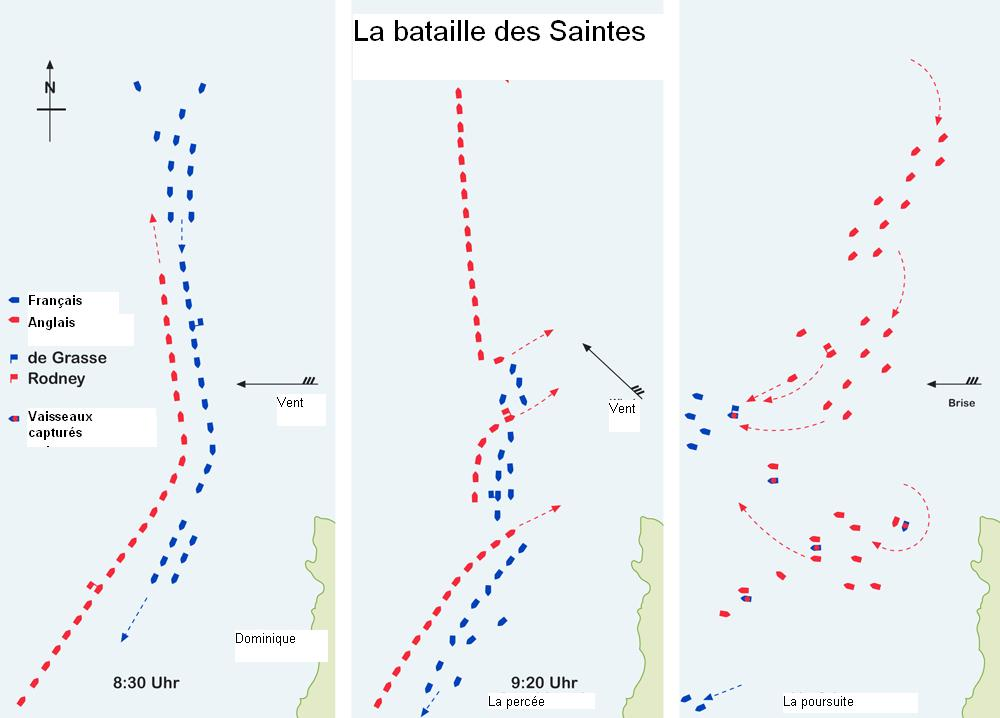
Linee di battaglia inglese e francese durante la battaglia delle Saintes (9-12 aprile 1782).

La trasmissione degli ordini dall'ammiraglia, posizionata generalmente al centro della linea di battaglia, diventava estremamente problematica a causa dell'estensione di questa linea e, se a ciò si aggiungono il fumo, la confusione della battaglia e la complessità di certe segnalazioni, la loro comprensione ed esecuzione divenivano talvolta impossibili. La coesione giocava allora un ruolo fondamentale: si seguiva ciecamente la nave precedente e se ne imitavano le manovre, stando sempre attenti a non allontanarsi per non interrompere la linea e consentire in tal modo al nemico di attraversarla. Nella linea di battaglia, infatti, la vicinanza era fondamentale perché ogni vascello era protetto da quello che lo precedeva e da quello che lo seguiva.
Per spezzare la linea di battaglia e attraversarla veniva impiegato il cosiddetto taglio della T, manovra perpendicolare agli avversari usata in varie battaglie famose come a Trafalgar, oppure si cercava di separare e isolare una parte delle navi nemiche aggredendole con forze superiori come accadde ad esempio alle Saintes.

## Decadenza
Nel XIX secolo, la linea di battaglia perse importanza con l'avvento delle corazzate, le navi da battaglia moderne, prima a vapore e a elica, poi a turbina e a motore. Continuò tuttavia a essere utilizzata con successo anche nel XX secolo in alcune celebri battaglie navali, come quelle di Tsushima (1905) e dello Jutland (1916). Perfino durante la seconda guerra mondiale, quando ormai l'utilizzo di portaerei e siluri ne avevano decretato l'irrazionalità, fu impiegata vittoriosamente nella battaglia dello Stretto di Surigao (1944).
Di fatto, anche le navi da guerra moderne con il loro armamento in torri potevano adottarla appieno sparando solo lungo le fiancate (in quanto gli angoli morti delle torri, determinati dalla sovrastruttura e dalle altre torri, avrebbero impedito la visibilità a tutti i pezzi contemporaneamente). Per questo motivo alcune classi di navi, come la francese Dunkerque, vennero progettate con i pezzi tutti disposti in caccia, cioè completamente in avanti, a prua, in modo da poter usare tutto l'armamento contemporaneamente almeno sull'arco dei 180º anteriori.

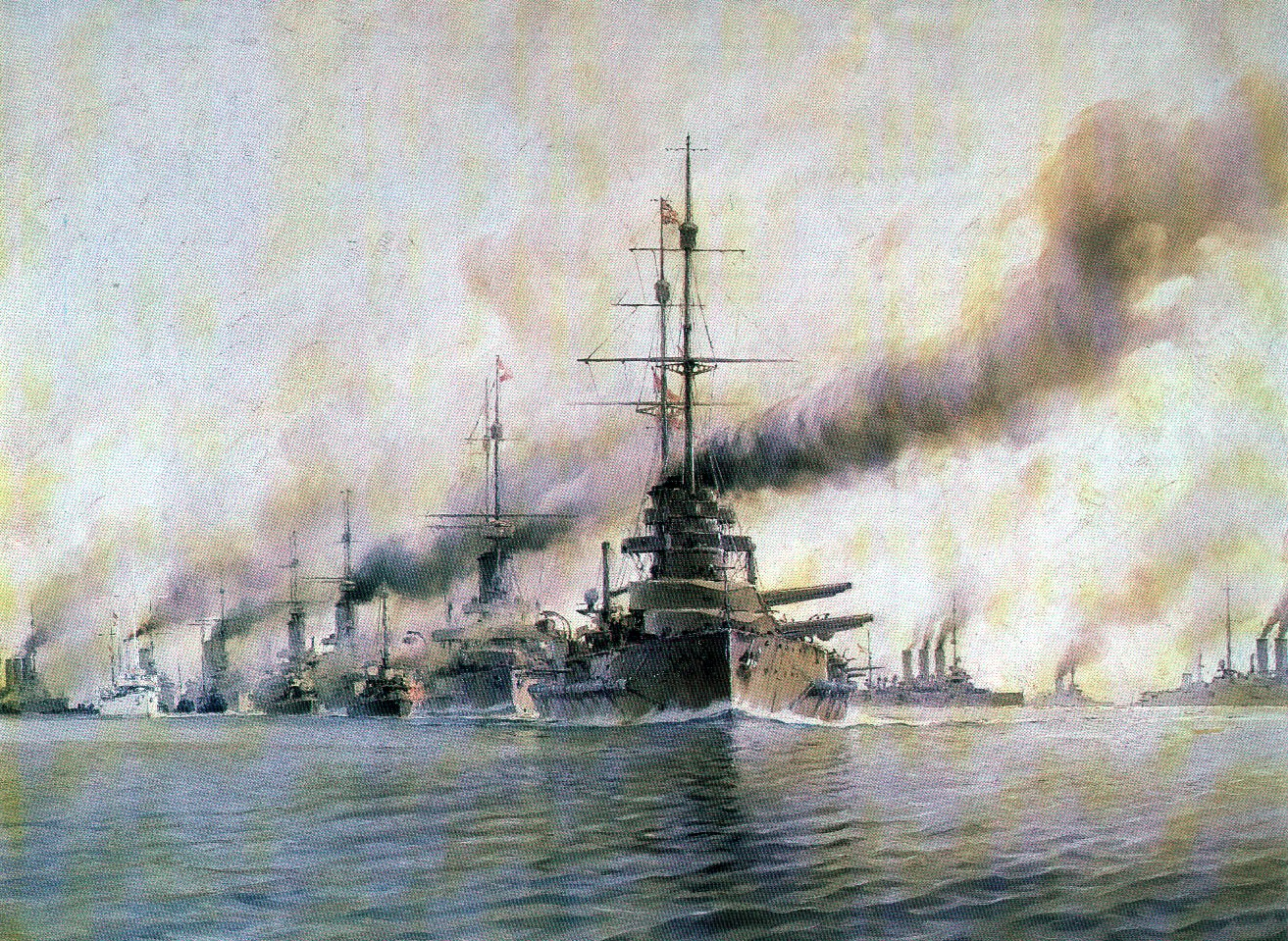
Formazione in linea di battaglia della prima guerra mondiale (Jutland, 1916).

In ogni caso, l'utilità della linea di battaglia è decaduta definitivamente con l'affermarsi di altre esigenze belliche, come la protezione antiaerea ed antisommergibili, e con il declassamento della nave da battaglia dal ruolo di unità principale delle formazioni navali in favore della portaerei, che non richiede più il confronto diretto tramite artiglieria.